# KNVB beker 1998-1999
La KNVB beker 1998-1999 (chiamata Amstel Cup per motivi di sponsorizzazione) fu l'ottantunesima edizione della Coppa dei Paesi Bassi di calcio.

## Fase a gruppi
Incontri giocati tra l'11 agosto e il 2 settembre 1998.
Group 1
| Team              | Pts |
| ----------------- | --- |
| 1. FC Den Bosch 1 | 10  |
| 2. RKC Waalwijk E | 7   |
| 3. VV Katwijk A   | 7   |
| 4. SC Feyenoord A | 3   |
| 5. WSC A          | 0   |

Group 2
| Team                 | Pts |
| -------------------- | --- |
| 1. Fortuna Sittard E | 9   |
| 2. UDI'19 A          | 4   |
| 3. Helmond Sport 1   | 4   |
| 4. RKSV Halsteren A  | 0   |

Group 3
| Team                  | Pts |
| --------------------- | --- |
| 1. NEC E              | 9   |
| 2. Go Ahead Eagles 1  | 6   |
| 3. De Treffers A      | 3   |
| 4. IJsselmeervogels A | 0   |

Group 4
| Team                 | Pts |
| -------------------- | --- |
| 1. Twente E          | 9   |
| 2. Heracles Almelo 1 | 4   |
| 3. Young Vitesse     | 3   |
| 4. AGOVV Apeldoorn A | 1   |

Group 5
| Team            | Pts |
| --------------- | --- |
| 1. Utrecht E    | 9   |
| 2. Excelsior 1  | 2   |
| 3. Telstar 1    | 2   |
| 4. Young Sparta | 2   |

Group 6
| Team               | Pts |
| ------------------ | --- |
| 1. De Graafschap E | 9   |
| 2. FC Zwolle 1     | 4   |
| 3. ACV A           | 4   |
| 4. VV Drachten A   | 0   |

Group 7
| Team              | Pts |
| ----------------- | --- |
| 1. NAC Breda E    | 12  |
| 2. VSV TONEGIDO A | 7   |
| 3. TOP Oss 1      | 6   |
| 4. Dordrecht'90 1 | 4   |
| 5. SHO A          | 0   |

Group 8
| Team                 | Pts |
| -------------------- | --- |
| 1. Sparta E          | 9   |
| 2. ADO Den Haag 1    | 6   |
| 3. ARC A             | 3   |
| 4. BVV Barendrecht A | 0   |

Group 9
| Team                | Pts |
| ------------------- | --- |
| 1. Roda JC E        | 9   |
| 2. FC Eindhoven 1   | 6   |
| 3. RBC Roosendaal 1 | 3   |
| 4. Schijndel A      | 0   |

Group 10
| Team              | Pts |
| ----------------- | --- |
| 1. VVV-Venlo 1    | 7   |
| 2. MVV E          | 7   |
| 3. VV Gemert A    | 3   |
| 4. SV Panningen A | 0   |

Group 11
| Team               | Pts |
| ------------------ | --- |
| 1. Groningen 1     | 9   |
| 2. FC Emmen 1      | 6   |
| 3. VV Appingedam A | 1   |
| 4. SV Urk A        | 1   |

Group 12
| Team                | Pts |
| ------------------- | --- |
| 1. Cambuur Leeuw. E | 9   |
| 2. FC Volendam 1    | 4   |
| 3. HVV Hollandia A  | 4   |
| 4. VV Nijenrodes A  | 0   |

Group 13
| Team             | Pts |
| ---------------- | --- |
| 1. AZ Alkmaar E  | 9   |
| 2. Veendam 1     | 8   |
| 3. HFC Haarlem 1 | 7   |
| 4. FC Lisse A    | 2   |
| 5. Stormvogels A | 1   |

 E Eredivisie; 1 Eerste Divisie; A Squadre dilettantistiche 

## Fase a eliminazione diretta

### 1º turno
Incontri giocati il 27, 28 e 29 ottobre 1998.
| Squadra 1        | Risultato       | Squadra 2     |
| ---------------- | --------------- | ------------- |
| Ajax             | 9 - 0           | UDI '19       |
| Eindhoven        | 3 - 1           | Den Bosch     |
| Sparta Rotterdam | 1 - 1 (3-4 dcr) | Cambuur       |
| Utrecht          | 2 - 2 (5-4 dcr) | N.E.C.        |
| Heracles Almelo  | 0 - 0 (4-5 dcr) | NAC Breda     |
| Groningen        | 2 - 0           | VSV Tonegido  |
| Emmen            | 3 - 2           | Heerenveen    |
| Excelsior        | 0 - 5           | PSV           |
| Feyenoord        | 2 - 1 (dts)     | ADO Den Haag  |
| AZ Alkmaar       | 3 - 1           | MVV           |
| Twente           | 2 - 1           | VVV-Venlo     |
| Fortuna Sittard  | 5 - 0           | RKC Waalwijk  |
| Vitesse          | 3 - 0           | Volendam      |
| Roda JC          | 2 - 1           | Veendam       |
| Go Ahead Eagles  | 3 - 2           | De Graafschap |
| Willem II        | 0 - 2           | Zwolle        |

### Ottavi di finale
Giocati il 2, 3 e 4 febbraio 1999.
| Squadra 1 | Risultato | Squadra 2       |
| --------- | --------- | --------------- |
| Vitesse   | 4 - 0     | NAC Breda       |
| Twente    | 2 - 5     | Fortuna Sittard |
| Emmen     | 2 - 0     | Cambuur         |
| PSV       | 2 - 0     | AZ Alkmaar      |
| Zwolle    | 5 - 2     | Go Ahead Eagles |
| Eindhoven | 2 - 1     | Groningen       |
| Utrecht   | 1 - 2     | Feyenoord       |
| Roda JC   | 0 - 3     | Ajax            |

### Quarti
Giocati il 9 e 10 marzo 1999.
| Squadra 1       | Risultato   | Squadra 2 |
| --------------- | ----------- | --------- |
| Fortuna Sittard | 3 - 1       | Emmen     |
| Eindhoven       | 0 - 5       | PSV       |
| Feyenoord       | 2 - 1 (dts) | Vitesse   |
| Zwolle          | 1 - 2       | Ajax      |

### Semifinali
Giocate il 13 e 14 aprile 1999.
| Squadra 1 | Risultato | Squadra 2       |
| --------- | --------- | --------------- |
| PSV       | 1 - 3     | Fortuna Sittard |
| Ajax      | 2 - 1     | Feyenoord       |

### Finale
Giocata il 13 maggio 1999.
| Squadra 1 | Risultato | Squadra 2       |
| --------- | --------- | --------------- |
| Ajax      | 2 - 0     | Fortuna Sittard |

|  | Ajax | 2 – 0 | Fortuna Sittard |  |